# Кумсуат (Акмолинская область)
Кумсуа́т (каз. Құмсуат) — село в Жаркаинском районе Акмолинской области Казахстана, образует административно-территориальную единицу «Село Кумсуат» со статусом сельского округа. 
- Код КАТО — 115453100[2].
- Код КАТО административной единицы — 115453000[3].

## География
Село расположено в 50 км на восток от центра района города Державинск. Севернее села протекает река Ишим. 
Административно село граничит:
- на востоке и севере с Жаксынским районом,
- на юге со сёлами Бирсуат и Шойындыколь,
- на западе с Нахимовским сельским округом.

### Улицы[4]
- переулок Молодежный,
- переулок Национальный,
- переулок Новосельский,
- переулок Октябрьский
- переулок Почтовый,
- ул. Комсомольская,
- ул. Кооперативная,
- ул. Механизаторская,
- ул. Мира,
- ул. Набережная,
- ул. Пратника,
- ул. Промзона,
- ул. Садовая,
- ул. Северная,
- ул. Стадионная,
- ул. Ферма №1,
- ул. Целинная.

Всего переулков — 5, улиц — 12.

### Ближайшие населённые пункты
- село Баранкуль в 11 км на западе,
- село Терсакан Жаксынского района в 13 км на востоке.

## Население
В 1989 году население села составляло 1402 человек (из них русских 32%, казахов 23%).
В 1999 году население села составляло 860 человек (436 мужчин и 424 женщины). По данным переписи 2009 года, в селе проживало 405 человек (211 мужчин и 194 женщины).
| Численность населения | Численность населения | Численность населения |
| 1989                  | 1999                  | 2009                  |
| --------------------- | --------------------- | --------------------- |
| 1402                  | ↘860                  | ↘405                  |